# Podochilus muricatus
Podochilus muricatus là một loài thực vật có hoa trong họ Lan. Loài này được (Teijsm. & Binn.) Schltr. miêu tả khoa học đầu tiên năm 1900.